# Kardung La

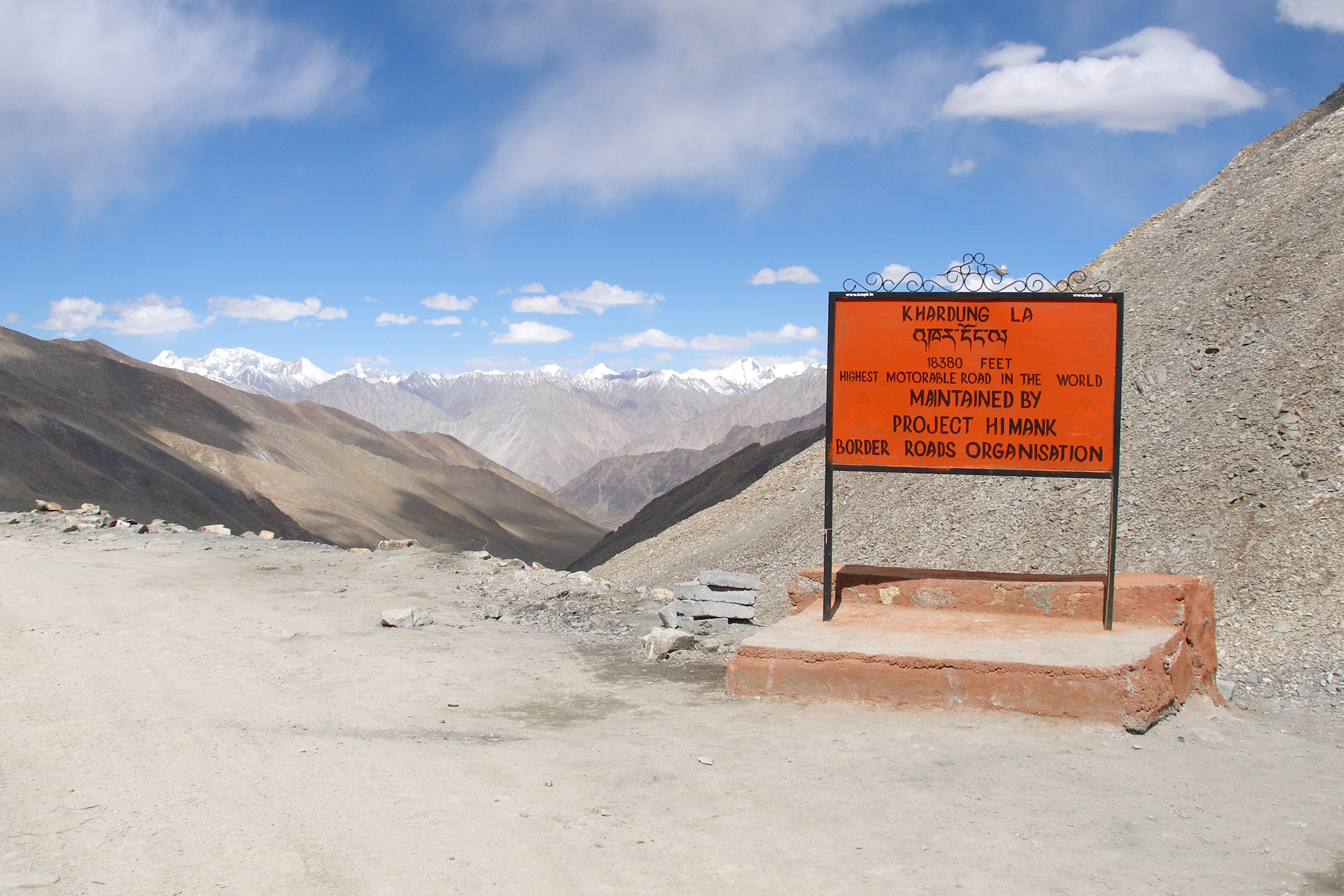
Vedere spre Kardong La, Karakorum

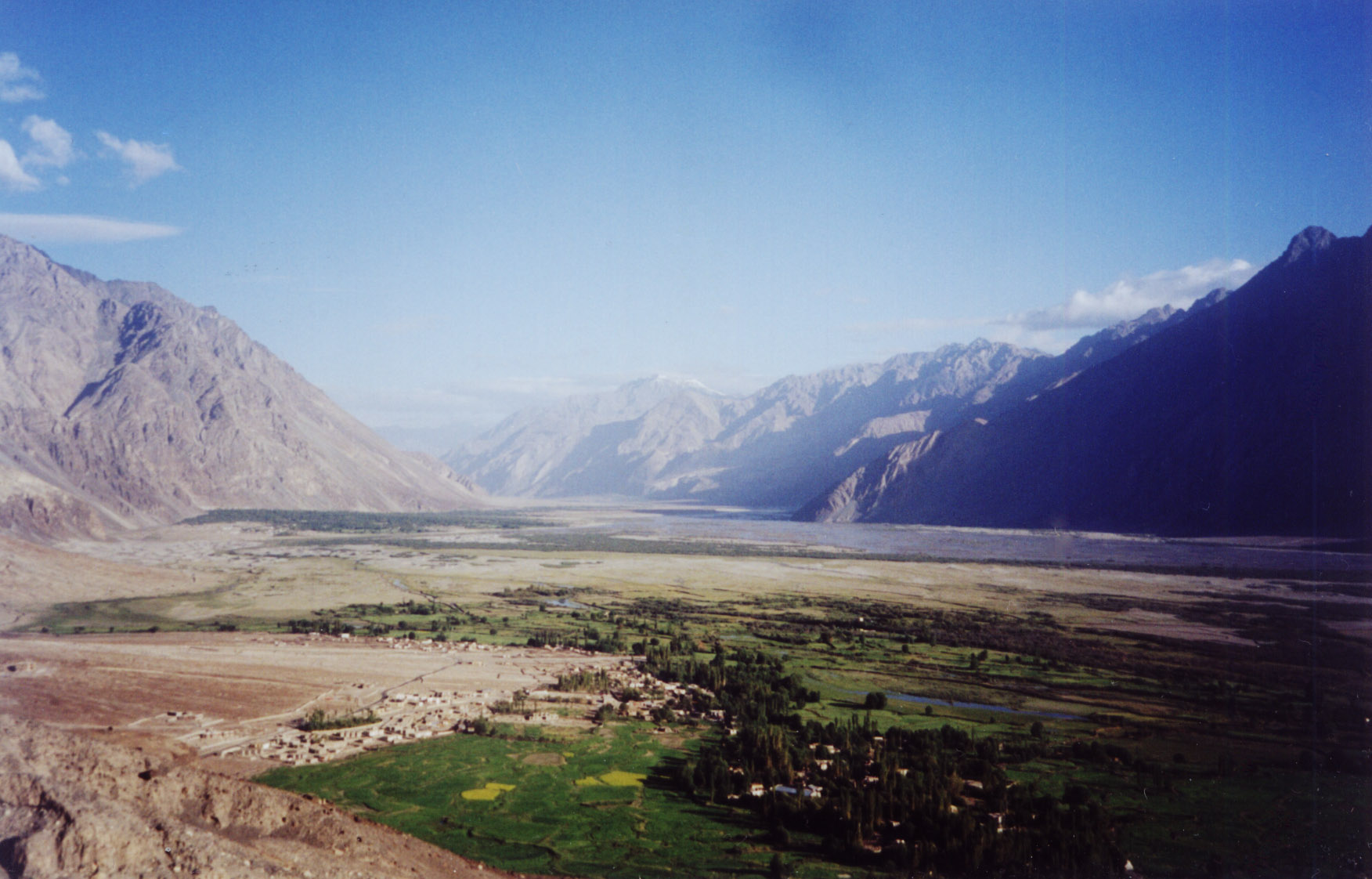
Valea Nubra, văzută de la mănăstirea Diskit

Amplasarea pe harta Indiei a districtului Ladakh

Kardung La (sau Khardong Pass, Khardung La) este situat în districtul Ladakh din nord-vestul Indiei, fiind ca. la  altitudinea de 5604 m deasupra n.m. Ea este cea mai înaltă trecătoare circulată din lume. De la orașul Leh  (3500 m) din Valea Indului urcă șoseaua, care este în cea mai mare parte asfaltată, 39 de km în serpentine spre pasul Khardung La. Trecătoara face legătura  Valea Indului cu Valea Shyok și Nubra. Din cauza conflictului de graniță dintre India, China și Pakistan, conflict cauzat de poziția strategică oferită de ghețarul Siachen (Sia-Cen), pasul este ocupat  tot timpul anului de autovehicole militare. La jumătatea drumului se află un punct de control militar din India (South Pullu) unde se controlează actele personale și permisul de a traversa trecătoarea, permisul este valabil 7 zile, costă 150 de rupii, și se poate obține la agențiile de voiaj. După punctul de control șoseaua traversează regiuni înzăpezite și la mijlocul verii,  pericolul derapării fiind mare, din cauza cauciucurilor uzate ale autobusului. De la punctul cel mai înalt al trecătorii (5604 m), se poate vedea masivul Karakorum cu vârfurile Hidden Peak (8080 m),  Gasherbrum II (8034 m),  Broad Peak (8051m) ca și  K2 (8611 m). Porțiunea de la rampa de nord a trecătorii oferă un peisaj alb înghețat încântător. Urmează la o mică distanță punctul militar de control North Pullu, iar după câțiva kilometri la altitudinea de ca. 4300 m, se poate vedea culoarea verde vie a câmpurilor și ogoarelor ce aparțin cătunului Khardong, după care a fost denumită trecătoarea. Urmează spre vale mai departe un drum cu serpentine, la ca. o jumătate de oră, se ajunge în satul Khalsar situat pe malul râului  torențial Shyok, unde se află din nou un punct de control. La traversarea podului Koya,  drumul se ramifică, una dintre ele duce spre Panamik, situat în Valea Nubra și de aici amonte spre ghețarul Siachen, iar cealaltă ramificație spre „ Diskit” (capitala districtului Valea Nubra) și Hundar.
Atracții de pe Valea Nubra:
- izvoarele termale în Panamik
- mănăstirea Diskit
- mănăstirea Hundar
- dunele de nisip între Hundar și Diskit (călărie pe cămile)

Coordonate: 34° 16' 44.0" N, 77° 36' 16.1" O